# Fenômeno de Ashman
Fenômeno de Ashman é também conhecido como batimentos de Ashman e corresponde a um tipo particular de complexo QRS largo, frequentemente ocorrendo isoladamente e tipicamente presente na fibrilação atrial.  É mal interpretado como um batimento ventricular prematuro.
Recebe o nome em homenagem a Richard Ashman (de Nova Orleães, EUA) (1890 –1969), após a primeira descrição por Gouaux e Ashman em 1947.
Os batimentos de Ashman são descritos como complexos QRS largos que sucedem um intervalo R-R curto, e este último precedido por um intervalo R-R longo. Tipicamente apresenta morfologia de bloqueio de ramo direito e representa um complexo de origem acima do nó atrioventricular (supraventricular) conduzido de forma aberrante e não um complexo com origem no ventrículo direito ou esquerdo.
O fenômeno de Ashman ocorre porque a duração do período refratário do miocárdio é proporcional ao intervalo R-R do ciclo antecessor. Um intervalo R-R curto é associado com uma duração mais curta do potencial de ação e vice-versa. Um longo ciclo R-R prolongará o período refratário seguinte e, se um ciclo curto o suceder, o batimento que encerrará o ciclo terá mais probabilidade de ser conduzido de forma aberrante. Como o período refratário do ramo direito é mais longo que o esquerdo, o ramo direito ainda estará no período refratário quando o impulso supraventricular atingir o sistema His Purkinje, resultando em um complexo com morfologia de bloqueio de ramo direito.
Clinicamente é quase sempre assintomático e de natureza benigna.